# Sopocka Scena Off de Bicz
Sopocka Scena Off de Bicz - instytucja kulturalna z siedzibą w Sopocie. (aktualna nazwa Teatr na Plaży)
Instytucja powstała i działała z inspiracji władz miasta Sopotu od października 2003 do grudnia 2012 pod nazwą Sopocka Scena Alternatywna. Skupiała ona sopockie teatry offowe. Scena była kierowana przez Ewę Ignaczak, a potem Idę Bocian. W ramach dydaktycznej działalności Sceny organizowane były przedstawienia dla dzieci oraz młodzieży wraz z wykładami (tzw. lekcje teatralne), oraz warsztaty teatralne dla studentów z Polski i zagranicy. Zajęcia prowadzili m.in. Ewa Ignaczak, reżyser Teatru Stajnia Pegaza, Marek Brand, reżyser Teatru Zielony Wiatrak, Jacek Ozimek, logopeda, specjalista technik śpiewu ludowego, Krystian Godlewski (aktor), Joanna Czajkowska i Jacek Krawczyk - tancerze i choreografowie Teatru Okazjonalnego, Jarosław Rebeliński i Alicja Mojko - techniki teatru ulicznego, Paweł Demirski i Szymon Wróblewski (zajęcia dramatopisarskie).
W Sopockiej Scenie Off de Bicz działały następujące teatry:
- Teatr Stajnia Pegaza, kierowany przez Ewę Ignaczak (2003 - 2012)
- Teatr Okazjonalny, kierowany przez Joannę Czajkowską i Jacka Krawczyka (później: Sopocki Teatr Tańca)
- Teatr Lustra Strona Druga, kierowany przez Alicję Mojko i Macieja Gorczyńskiego. (2009 - 2010)

Z końcem 2012 roku scena przestała istnieć i została przez władze miasta przeistoczona w teatr impresaryjny pod nazwą Teatr na Plaży. W marcu 2013 na szefa nowej sceny został powołany Michał Grubman.